# Sławomir Pacek
Sławomir Grzegorz Pacek (ur. 1 stycznia 1967 w Starachowicach) – polski aktor filmowy, teatralny i dubbingowy, doktor sztuk teatralnych.
W 1986 ukończył II Liceum Ogólnokształcące im. Stanisława Staszica w Starachowicach, natomiast 4 lata później – PWST w Warszawie. Aktor związany z Teatrem Powszechnym w Warszawie. Współpracował m.in. z Teatrem Scena Prezentacje w Warszawie.
W 2016 w Akademii Teatralnej im. Aleksandra Zelwerowicza w Warszawie uzyskał stopień naukowy doktora.

## Filmografia
- 2022–nadal: Ojciec Mateusz jako były więzień Remigiusz Pączek
- 2019: Futro z misia jako pijany kierowca pod komendą w Tczewie
- 2018: Ojciec Mateusz jako Zdzisław Wasylczuk (odc. 241)
- 2018: Prymas Hlond jako żołnierz Armii Czerwonej
- 2017: Diagnoza jako kierowca autobusu (odc. 1)
- 2017–2020: Blondynka jako Sydnej Ostich
- 2016: Szkoła uwodzenia Czesława M. jako Zygmunt
- 2014: Baron24 jako ekspert od zdrad (odc. 10)
- 2011: Plebania jako Staszek (odc. 1800, 1804, 1806, 1807, 1812, 1822)
- 2011: Siła wyższa jako brat Wojciech
- 2010: Milczenie jest złotem jako Wąsik
- 2009: Czas honoru jako Stanisław Górka, agent gestapo (odc. 20-23 i 25-26)
- 2009: Londyńczycy 2 jako kierowca Waldek (odc. 10, 13 i 15)
- 2008: Pitbull jako Rosikiewicz (odc. 22)
- 2007: Faceci do wzięcia jako terapeuta (odc. 49)
- 2007: Niania (odc. 85)
- 2006: Hela w opałach jako magik (odc. 7)
- 2006: Codzienna 2 m. 3 jako listonosz
- 2005: Okazja jako strażnik Roman (odc. 15)
- 2004: Cudownie ocalony
- 2004: Kosmici jako Zbynek Majerski
- 2004–2006: Kryminalni jako oficer straży granicznej (odc. 8), szef agencji „Alibi” (odc. 44)
- 2003: Zróbmy sobie wnuka jako listonosz
- 2002–2010: Samo życie jako Irek
- 2001: Poranek kojota jako uczestnik castingu
- 2000: Twarze i maski jako aktor (odc. 1-6)
- 2000–2020: Na dobre i na złe jako Marian, mąż Małgorzaty (odc. 23), Zbyszek (odc. 547) Jan Chmielowaniec, ojciec Tomka (odc. 789)
- 1999: Chłopaki nie płaczą jako lekarz dermatolog
- 1999: Tygrysy Europy jako sierżant w mieszkaniu Laskowskich
- 1999–2000: 13 posterunek 2 jako Roman, organizator strajków (odc. 4, 5)
- 1998–2003: Miodowe lata jako reporter (odc. 41)
- 1997–1998: 13 posterunek jako krytyk (odc. 15)
- 1997: Kiler jako policjant
- 1997: Szczęśliwego Nowego Jorku jako Henio, narzeczony Teresy
- 1996–1997: Bar Atlantic jako uciekinier ze szpitala psychiatrycznego
- 1996: Maszyna zmian. Nowe przygody jako kucharz
- 1996: Awantura o Basię jako wnuczek pacjentki dr Budzisza (odc. 1)
- 1993: Człowiek z... jako Marek Mikrut vel Marianna
- 1989: Odbicia jako działacz studencki (odc. 2)
- 1989: Ostatni dzwonek jako „Donos” Kowalczyk

## Polski dubbing
- 2021: A gdyby…? jako Kraglin
- 2020: Cyberpunk 2077 jako Finn „Fingers” Gerstatt
- 2018: Biały Kieł jako Smith
- 2018: Bumblebee jako Optimus Prime
- 2017: Transformers: Ostatni rycerz jako Optimus Prime / Nemesis Prime
- 2016: Kocur jako Riza[4]
- 2014: Hotel 13 jako Richard Leopold
- 2014: Transformers: Wiek zagłady jako Optimus Prime
- 2014: Pszczółka Maja – Karol[5]
- 2013: Jeźdźcy smoków jako Gruby
- 2013: Blog na cztery łapy jako nieprzyjemny sąsiad (odc. 6)
- 2012: Klub Winx jako król Teredor (sezon 3 & 5)
- 2012–2013: Crash i Bernstein jako Crash
- 2012: Zambezia jako Luzik
- 2011: Wiedźmin 2: Zabójcy królów: ojciec Svena, hrabia Felart, Koniczyna, Corne, strażnik
- 2011: Ben 10: Ultimate Alien
- 2011: Gormiti jako Bombos / Miotacz Ognia / Magmion
- 2010: Angelo rządzi jako pan Cal
- 2010: Safari 3D jako Charles
- 2010: Hot Wheels: Battle Force 5 jako Zemerik
- 2010: Mass Effect 2 jako Harkin
- 2009: Alvin i wiewiórki 2
- 2009: Opowieść wigilijna
- 2009: Najlepszy kontakt
- 2009: Góra Czarownic jako Dominick
- 2008: Stacyjkowo jako reporter Reg
- 2008: Stich! jako Suzuki
- 2008: Mass Effect jako Harkin
- 2008: Supa Strikas: Piłkarskie rozgrywki jako komentator Mac
- 2008–2009: Ben 10: Obca potęga jako Łebkrab / Labrid / profesor Paradoks / Connor / Bellicus / Ośmiokąt Wredziak
- 2008: Cziłała z Beverly Hills jako Chucho
- 2008: Asterix na olimpiadzie jako Asteriks
- 2007: Rajdek – mała wyścigówka jako Krzychu
- 2007: Zagroda według Otisa jako Freddy
- 2007: Lucky Luke na Dzikim Zachodzie jako Averell
- 2007: Wiedźmin jako Jean Pierre / najemnik przywódca / oficer / wielki łowczy królewski
- 2007: Szpiegowska rodzinka jako Des
- 2007: Chowder
- 2006: Auta jako Fred
- 2006: Krowy na wypasie jako Duke
- 2006: Kudłaty i Scooby Doo na tropie jako Bruce / Pan Niewidzialny (odc. 13)
- 2006: Gothic III jako Zuben / Hamlar / Rhobar II
- 2006: Ruby Gloom jako Czaszka
- 2006: Wpuszczony w kanał jako Sid
- 2006: Pajęczyna Charlotty jako Szczur Templeton
- 2005–2008: Ben 10 jako Kwaśny Oddech (odc. 48-49)
- 2005: Nie ma to jak hotel jako Lu / prezes firmy od testów kompetencyjnych
- 2005: Mój partner z sali gimnastycznej jest małpą jako Ted (odc. 35b)
- 2005: Szeregowiec Dolot jako Bakier
- 2004–2007: Danny Phantom jako pan Lancer
- 2004: W 80 dni dookoła świata jako Hobo
- 2004: Gwiezdne jaja: Część I – Zemsta świrów jako John / dowódca oddziałów marsjańskich
- 2004: Garfield jako Wendell
- 2004: Żony ze Stepford
- 2004: Nascar 3D jako Ty Norris, Greg Biffle, policjant, Joe Gibbs, Raio Com
- 2004: Świątynia pierwotnego zła jako Elmo
- 2003: Księga dżungli 2
- 2003: Warcraft III: The Frozen Throne jako wielki marszałek Garitos
- 2003: Rayman 3: Hoodlum Havoc jako Razoff / Żółwie
- 2002–2005: Mucha Lucha
- 2002: Mistrzowie kaijudo jako Hakuoh
- 2002–2007: Kim Kolwiek jako Eryk
- 2001–2004: Samuraj Jack
- 2001: Potwory i spółka jako Randal
- 1998: Rudolf czerwononosy renifer jako Waleczny
- 1998: Przygody Kuby Guzika jako Lucek
- 1998: Kotopies jako Burek
- 1997–1999: Jam Łasica jako Pawian
- 1996: O czym szumią wierzby jako herszt Łasica
- 1996–1998: Mała księga dżungli jako Arthur
- 1992–1997: Kot Ik! jako szef Gnatozaurów
- 1991: Przygody Syrenki jako paź
- 1984–1987: Łebski Harry
- 1971: Pomocy! To banda Kudłacza jako Drągal
- 1960–1966: Flintstonowie (trzecia wersja dubbingowa)